# 环法自行车赛总成绩排名

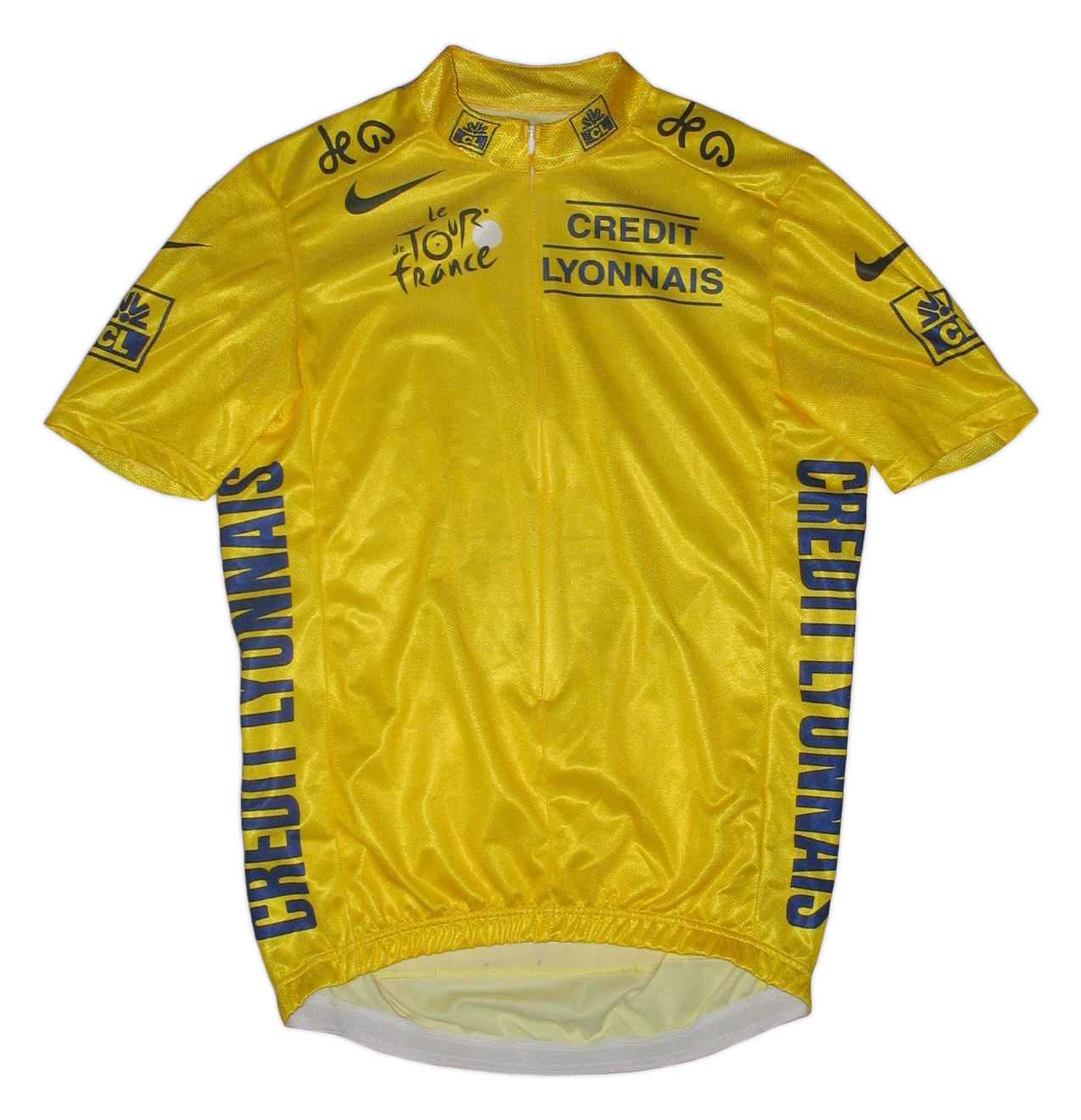
黄色领骑衫

环法自行车赛总成绩排名是决定环法自行车赛总冠军的评定标准，自1919年起，环法自行车赛总成绩优胜者会穿着标志性的黄色领骑衫（法語： 發音：[majo ʒoːn]）。1937年，比赛正式设立了黄色领骑衫制度。

## 歷史
前兩屆環法自行車賽的總成績排名是根據累積時間最短的選手決定的。前幾場比賽的冠軍穿戴的是綠色臂章，而不是黃色領騎衫。第二屆環法自行車賽後，規則發生變化，總成績排名不再以時間計算，而是以積分計算。這種積分制一直沿用到1912年，之後又改回了時間排序。
黃色領騎衫的起源尚有爭議。 1913年、1914年和1920年環法自行車賽冠軍、比利時車手菲利普·蒂斯（Philippe Thys）在67歲時在比利時雜誌《Champions et Vedettes》上回憶道，1913年，組織者亨利·德斯格朗日（Henri Desgrange）要求他穿彩色領騎衫，因此獲得了一件黃色領騎衫。蒂斯拒絕穿上黃色領衫，表示穿黃色領騎衫讓自己更顯眼，會鼓勵其他車手與他競爭。

然後他從另一個角度提出自己的論點
完成幾個賽段之後，標緻車隊經理阿方斯·博熱（Alphonse Baugé）勸我讓步。黃色領騎衫可以替公司廣告，基於這個理由我必須讓步。於是我們在第一家店買了一件黃衫。尺寸剛好，我們只好在挖一個稍大的洞，好讓我的頭鑽過去
他談到了第二年的比賽，當時“我贏得了第一賽段，但在第二賽段被博蘇斯（Bossus）爆胎擊敗。在接下來的賽段，黃衫在一次撞車事故後被喬治特（Georget）奪走了。”
環法自行車賽歷史學家雅克·奧讓德（Jacques Augendre）稱蒂斯是“一位英勇的車手…以智慧而聞名”，並表示他的說法“似乎毫無疑點”。但是：“沒有一家報紙提到第一次世界大戰前出現過黃色領騎衫。由於缺乏證人，我們無法解開這個謎。”
根據官方記載，第一件黃色領騎衫是法國人歐仁·克里斯托夫在1919年7月19日從格勒諾布爾到日內瓦的賽段中穿著的。克里斯托夫不喜歡穿黃色領騎衫，抱怨說每當他經過時，觀眾都會模仿金絲雀。克里斯托夫在格勒諾布爾穿著第一件黃色領騎衫時並沒有正式的亮相。比賽於凌晨2點從格勒諾布爾出發，前往325公里外的日內瓦。他在前一天晚上就拿到了黃色領騎衫，之後回到酒店試穿。
選擇黃色領騎衫的原因，可能是為了呼應主辦報紙《隊報》的黃色新聞紙，也可能因為黃色不受歡迎，因此製造商只能在最後通知的情況下使用黃色來製作領騎衫。兩種可能性都得到了同等程度的宣傳，但與《隊報》報紙顏色一致的方案似乎更有可能，因為德斯格朗日寫道：「今天早上，我給了英勇的克里斯托夫一件絕妙的黃色領騎衫。你們已經知道我們的主管決定，領先的車手應該穿上《隊報》的隊服。爭奪這件隊服的競爭將會非常激烈。」
亨利·德斯格朗日去世後，他的名字字母被添加到黃色領騎衫上，最初位於胸前。 1969年，字母被移至袖子上，為Virlux的廣告標誌騰出空間。此外，服裝公司樂卡克的廣告出現在領口拉鍊的底部，這是黃色領騎衫上的第一個補充廣告。1972年，德斯格朗日的名字字母重新出現在領騎衫的正面。1984年，這些字母被移除，以便為商業標誌騰出空間，但耐吉在2003年作為環法自行車賽百年慶典的一部分再次添加了它們。現在，一組首字母被印在騎行服的右胸上方。